# Babetta

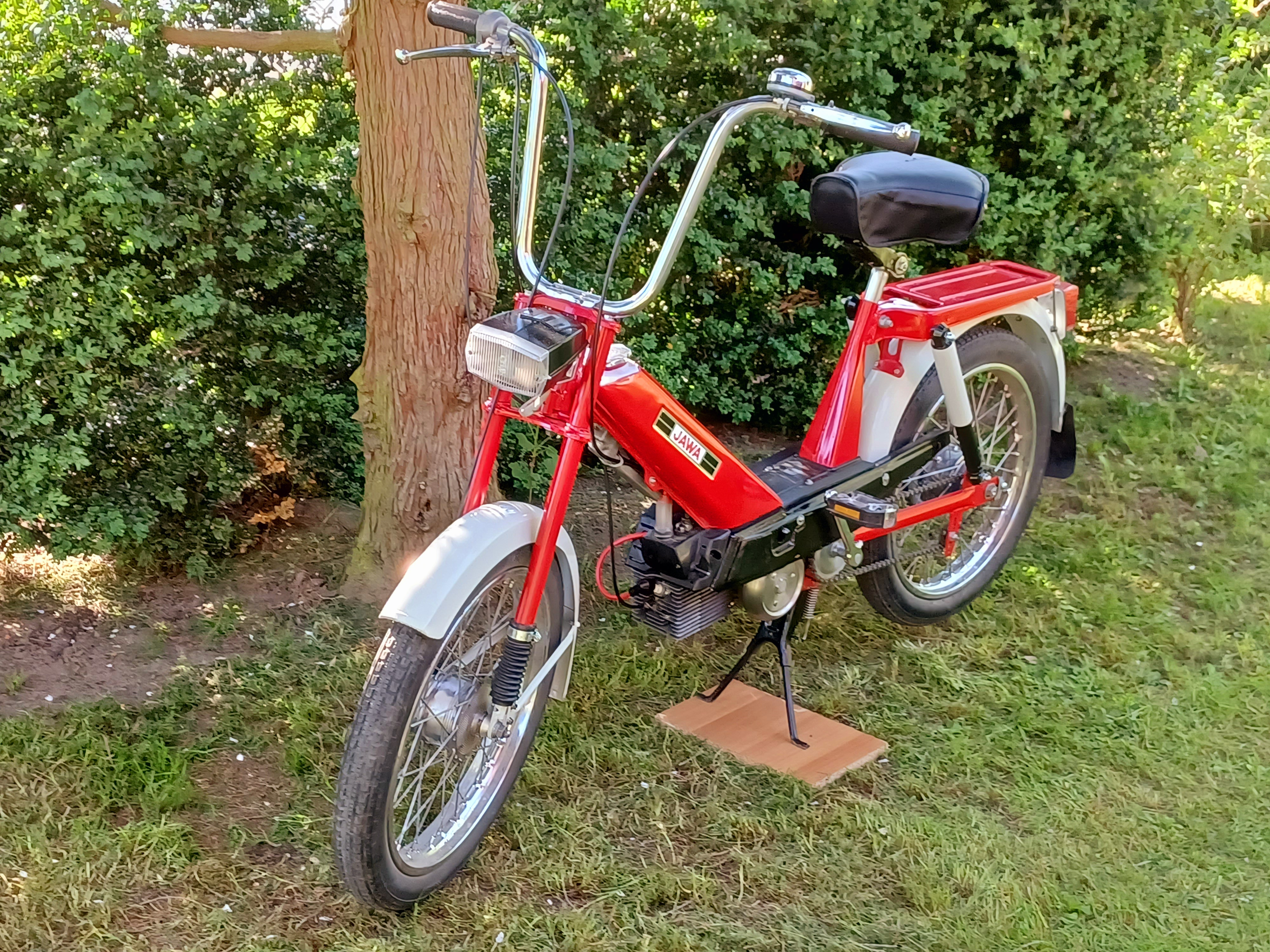
Babetta 207.300

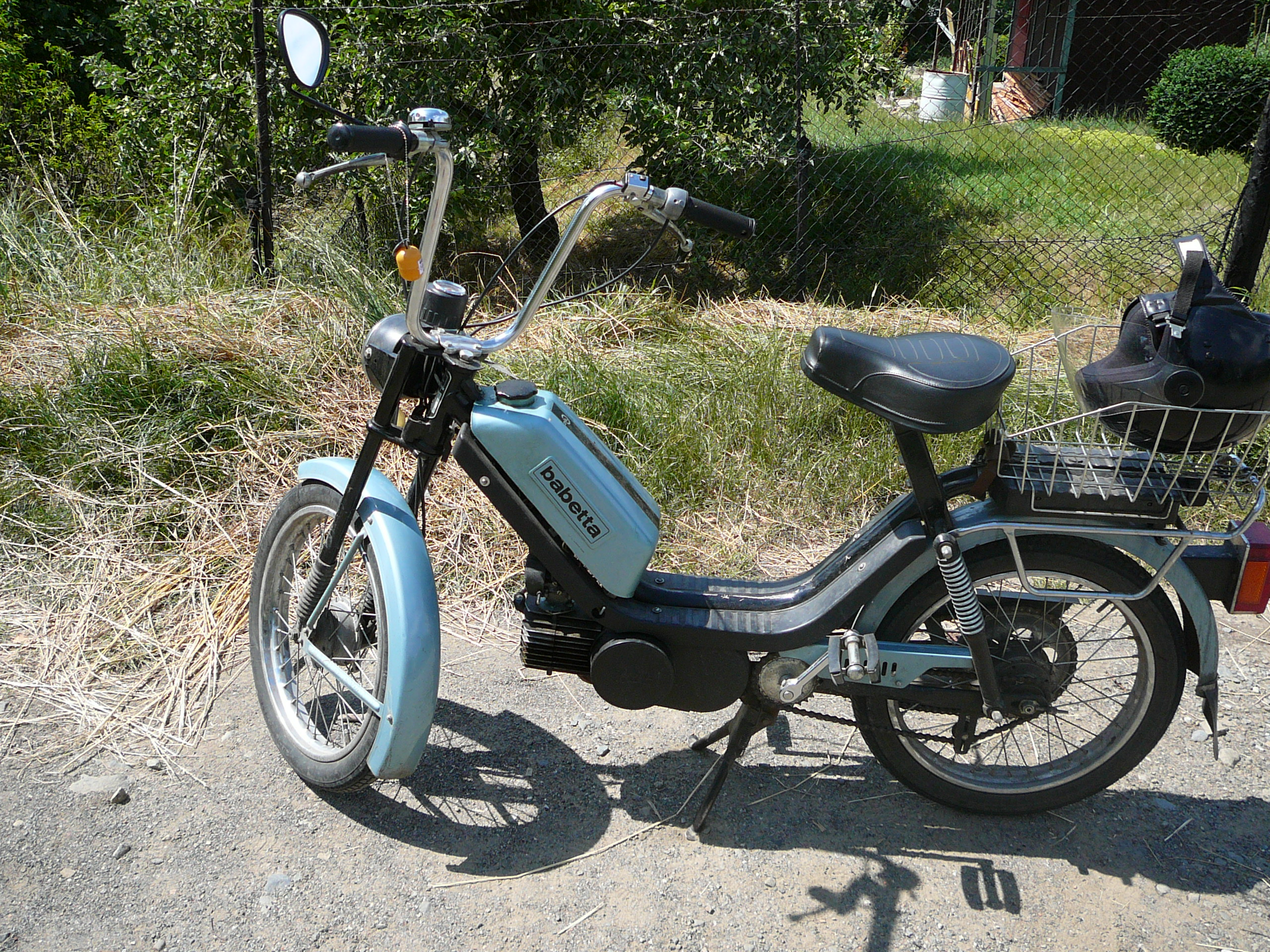
Babetta (typ 210 nebo 215)

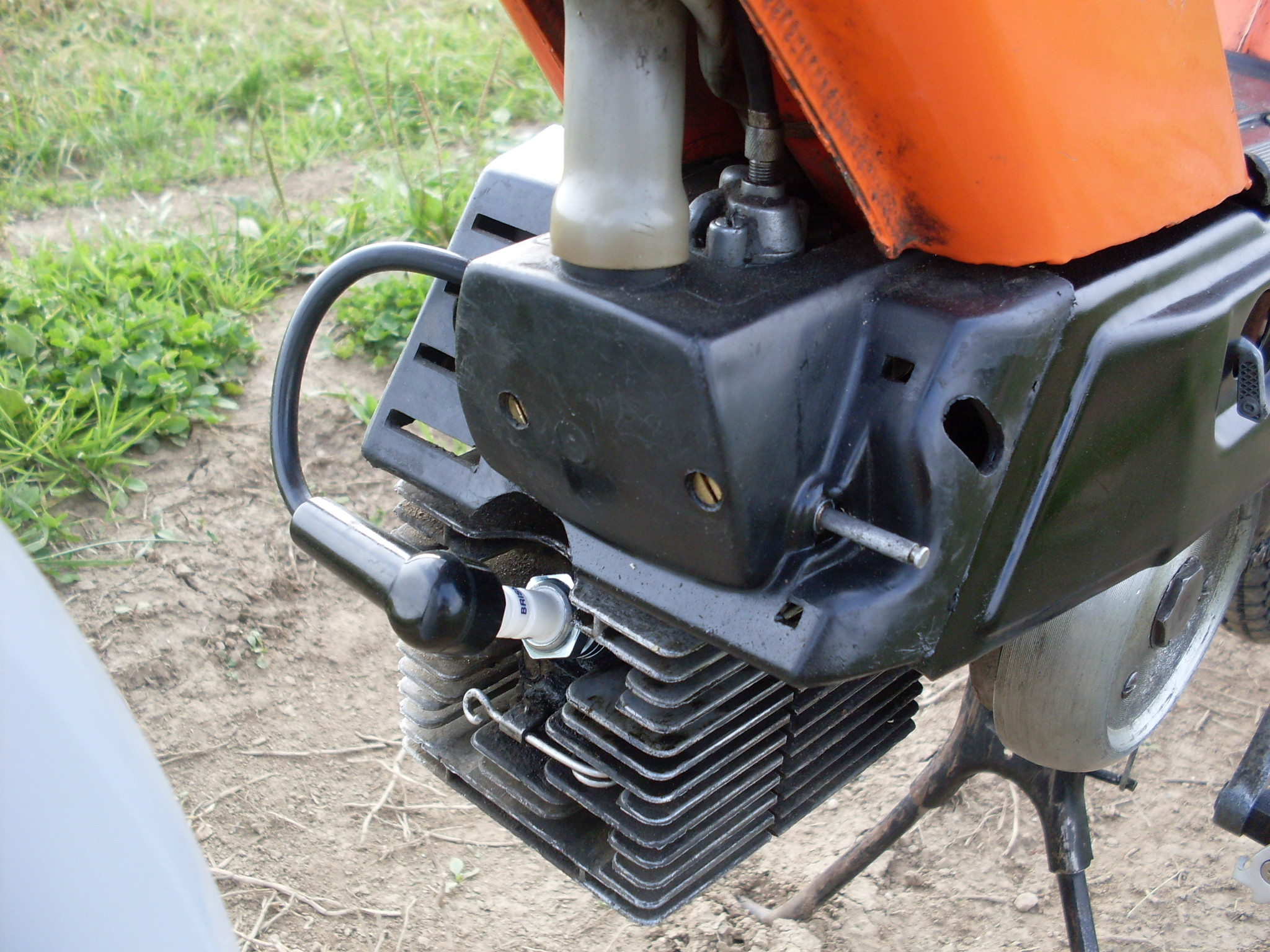
„Srdce“ Babetty 207.300

Babetta je moped vyráběný na Slovensku (do 1992 v Československu) v podnicích ZVL v Považské Bystrici a v Kolárově. První Babetty, typ 28, se objevily v roce 1970 s elektronickým zapalováním Tranzimo (první moped na světě s elektronickým zapalováním), velkými devatenáctipalcovými koly, ale ta byla po přibližně dvou letech vyměněna za menší šestnáctipalcová, u nichž už zůstalo po celou éru těchto mopedů. V jiných zemích bývá obvykle uváděn pod značkou Jawa.

## Historie
Ve druhé polovině 60. let jediná československá společnost pro export a import motorových vozidel Motokov viděla možné trhy pro malý, robustní a snadno ovladatelný motocykl, na který v některých zemích nebylo třeba řidičský průkaz. Vývojem byly pověřeny Považské strojírny v Považské Bystrici. Cíl byl vyrábět stroje speciálně pro výnosný holandský a německý trh. Ten požadoval pohon pedály a velká kola pro tehdejší legislativou zvýhodněné motokolo. Touto úlohou byli pověření dva konstruktéři: G. Ulický a J. Šafárik. Vznikl tak typ 228. Původně byl koncipován jako odlehčený moped podobně jako Solex, který byl populární v 60. letech 20. století. Název „Babetta“ dostal podle tehdy populární herečky Brigitte Bardotové (reklamní tvář Velosolexu) z filmu Babette goes to war (písnička Suchého a Šlitra „Babeta šla do světa“ je o Škodě 973).
Další typ, Babetta 207, byl úplně novou generací motocyklů vyráběných v Považských strojírnách. Technicky částečně vycházel z typu 228, měl ale přepracovanou konstrukci s řadou modernizací. V roce 1974 získal na mezinárodní soutěži v NSR cenu "Gute Form" za design. Babetta typu 207 byla tak úspěšná, že v roce 1976 celých 100 % výroby šlo na export.
V roce 1983 byl uveden nový model 210. Byl vyvinut nový design, nový rám, nový motor a automatická dvoustupňová převodovka (viz níže Typy mopedů Babetta). Udržel se ve výrobě do roku 1996. Jeho nástupcem byl model 193 Sting. 
Považské strojírny měly v této době cca 13 500 zaměstnanců, z kterých 3 500 se věnovalo výrobě mopedů. Tyto strojírny patřily do koncernu ZVL (Závody valivých ložisek). V období studené války ZVL získalo zakázku vyrábět proudové motory do vojenských letadel. Výroba těchto motorů vyžadovala plnou kapacitu Považských strojíren, takže výroba mopedů se musela přesunout někam jinam. V roce 1986 byla výroba mopedu typu 210 přesunuta do Kolárova. Továrna v Kolárově převzala kompletní vybavení z Považské Bystrice, včetně testovacího zařízení a technické dokumentace potřebné pro výrobu mopedů. V Kolárově byly vyvinuty další typy odvozené od Babetty 210. 

Již koncem 80. let navázala firma spolupráci se závodem RMZ na výrobu mopedů v Rize v Lotyšsku. Výsledkem byl žádaný minimokik Babetta 134 Stella. Továrna RMZ se ale potýkala se špatnou kvalitou svých výrobků. Později byla spolupráce ukončena a Babetta vyráběla pro typ Stella veškeré komponenty - model 134 Star. V první polovině 90. let se začaly prodeje i export postupně klesat. V Považských strojírnách se rozjela výroba mopedů Manet Korado s motorem v licenci Puch, která disponovala výrazně lepší kvalitou i designem. Nové atraktivní modely Babetta 193 Sting i Babetta 134 Hopper pomohly načas prodávat Babetty, ale to nemohlo zastavit problém všech výrobců s 2.dobým motorem - emisní normy a asijská konkurence. Firma Babetta se rozdělila na Mopedy s.r.o. a Babetta a.s. Začátkem roku 1999 byla výroba všech typů Babett definitivně ukončena.

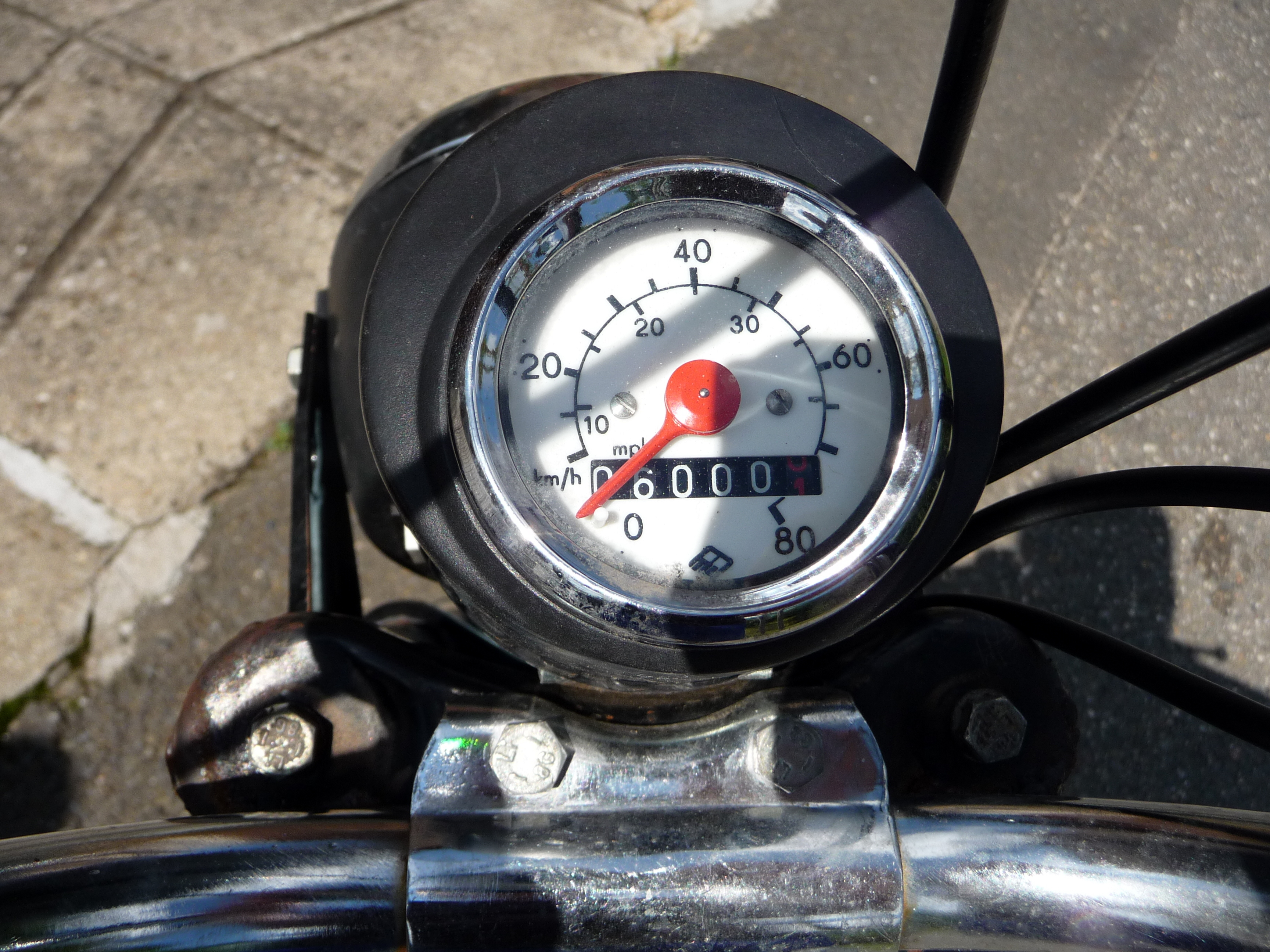
Rychloměr (tachometr) Babetty 210, 215 nebo 225

## Typy mopedů Babetta

### Typ 28, později 228
První Babetta typ 228 (dříve jen 28), vyráběna v letech 1970–1972 se proslavila svým elektronickým zapalováním Tranzimo – prvním elektronickým bezdotykovým zapalováním na světě nainstalovaným na mopedu. Používala karburátor Jikov 2909 DC. Maximální výkon motoru byl 1,5 HP při 4 500 ot/min, nejvyšší rychlost 40 km/h, průměrná spotřeba paliva činila 1,8 l/100 km, palivová nádrž 3 l + 0,5 l rezerva, hmotnost mopedu 42 kg.

### Typ 229 (pouze prototyp)
Vyvíjený pro Německo, neprodáván.[zdroj?]

### Typ 206 MOFA
Typ 206 byl upravený typ 228[zdroj?] vyráběn v letech 1971–1972 pro Německo. Výkon byl snížen, max. rychlost 25 km/h.
Typ M 206N (Mofa)
Jedná se o Babettu typ M 206 N (Jawa 25 Transistor) , které se vyráběly současně s typem 207 (1973–1982). U nás[kde?] je to sběratelská Babetta, jelikož byla určena na vývoz pouze do západního Německa a v Československu se různě po mototechnách doprodaly zbytky toho, co se v Německu neprodalo[zdroj?] Na přání Němců[kdo?] se typ M 206 N liší od 207 kontaktním zapalováním z Pionýra, zvětšenou nosností rámu ze 135 na 150 kg, převodovkou (10/39 z) s max. rychlostí 25 km/h, a sníženým výkonem motoru na 1 kW, který je snižován originálním karburátorem Jikov s průměrem sání 9 mm a menší tryskou. Nemá tachometr. Na rozdíl od typu 206 je již vybavena zadním pérováním a zvětšenou nosností rámu[zdroj?], po roce 1978 se montovala se světly z Babetty 210[zdroj?]. Díky těmto snížením nebyl na tuto Babettu vyžadován řidičský průkaz, jelikož v té době byla díky těmto parametrům klasifikována jako motorové kolo s pomocným spalovacím motorem.

### Typ 207
Babetta typ 228 byla nahrazena novým modelem 207 v roce 1972. Kola měla nově 16 palců, jinak shodné parametry s typem 228. Typ 207 se zalíbil mnoha řidičům, pro jeho zvýšený komfort, a výbavu. 
| Od roku | Varianta | Popis |  |
| ------- | -------- | --- |  |
| 1972    | 207.000  | Rozeta z B206 39 zubů, zapalování Tranzimo, vidlice ještě z B206 bez manžety přední vidlice                  |  |
| 1975    | 207.100  | Rozeta z B206 39 zubů, zapalování Tranzimo, vidlice ještě z B206 bez manžety přední vidlice                  |  |
| 1978    | 207.300  | Nová Rozeta 35 zubů, tyristorové zapalování, nová přední vidlice s dlouhými řídítky, manžety přední vidlice, |  |
| 1979    | 207.500  | Nová rozeta 35 zubů, tyristorové zapalování, nová přední vidlice s dlouhými řídítky, manžety přední vidlice, |  |
| 1977    | 207.108  | Nová rozeta 35 zubů, tyristorové zapalování, vidlice ještě z B206 bez manžety přední vidlice                 |  |

### Typ 208 Minitta
Prototyp, minimalistická verze, vzor pro pozdejší typ 206.

### Typ 210
V roce 1983 byl model 207 nahrazen novým modelem 210, který měl nový motor, víc výkonu a dvourychlostní automatickou převodovku. Druhý rychlostní stupeň doplnil pohon třetí sadou spojek. Jedna spojka sloužila pro startování pedály, druhá pro rozběh stroje a třetí pro změnu převodu při určité rychlosti.
Nejčastější závady[zdroj?] proti jiným typům byly spojeny s karburátorem Jikov 2912DC a s převodovkou, zejména špatná funkce suchých spojek (mastnota, nekvalitní materiál) [zdroj?]
| Varianta          | Popis                                                                                                  |
| ----------------- | --- |
| 210.000           | Pletená kola, zvonek nebo klakson, přední tlumiče s manžetou                                           |
| 210.100           | Pletená kola, zvonek nebo klakson, přední tlumiče s pružinou                                           |
| 210.200           | Pletená kola, zvonek nebo klakson, přední tlumiče s pružinou, DOMINO páčky, jednorychlostní převodovka |
| 210.121           | Pletená kola, klakson, DOMINO páčky                                                                    |
| 210.121 LUX       | Pletená kola, klakson, DOMINO páčky, hydraulické tlumiče                                               |
| 210.122 Grand LUX | Litá kola, klakson, DOMINO páčky, hydraulické tlumiče                                                  |
| 210.123 deLUXE    | Litá kola, klakson, DOMINO páčky, hydraulické tlumiče, směrová světla                                  |

### Typ 192
Vývozní typ Babetty 210 Sport, s rozdílnou nádrží Puch, schránkou Mustang a tvarem sedla. Babetty 210 Sport vynikaly metalickým lakem, obvykle červeným, modrým nebo černým. Před typem 210 existovala verze 207 Supreme. Babetta Sport line byla odvozována od typu 225 s nádrží a sedlem Riga Delta. Verze 210 Sport byla vyráběna v menších sériích od roku 1986 do cca roku 1995.

### Typ 215
Jednorychlostní Babetta odvozená od typu 210.
Jednodušší, ale přesto mnohem méně známý typ 215, byl vyráběn spolu s modelem 210, skládal se ze stejných dílů jako typ 210, ale neobsahoval komponenty dvourychlostní převodovky (unašeče, řadicí čelisti, volnoběžku, hnané a hnací kolo). Na řadicí buben byla napevno navařena výstupní hřídel, a tak je převodový poměr nastaven stejně jako druhá rychlost na typu 210. Typ 215 potěšil hlavně řidiče, kteří vyžadovali maximální spolehlivost, ale zároveň i nadstandardní výbavu a komfort. Nutno podotknout, že tyhle vlastnosti starší jednorychlostní typy (228,206,207) postrádaly.

### Typ 225 Mokik
Poslední typ s číslem 225 neboli Mokik byl vybaven opět dvoustupňovou převodovkou známou z typu 210, ale hlavní změna byla v tom, že Babetta 225 byla vybavena klasickými stupačkami oproti šlapadlům známým z předchozích modelů Babett a startování se provádělo pomocí nožní startovací páky umístěné na pravé straně motocyklu. Tomuto modelu se říkalo mokik (z anglického motor kick).

### Typ 226
Typ 226 prototyp s podlouhlým sedlem a zadními stupačkami byl určen pro dvě osoby.

### Typ 134 Stella
ZVL Kolárovo v roce 1989 navázal spolupráci se závodem RMZ na výrobu mopedů Riga v Lotyšsku. Riga měla nový minimokik Stella, ale se zastaraným motorem původem z mopedu Stadion (kopie Sachs 1092) a ZVL měl nový motor 225. Výsledkem byla Babetta 134 Stella. Jednalo se o tzv. minimokik, který se vešel díky svým kompaktním rozměrům i např. do kufru auta. Lotyšský výrobce dodával rámy, Babetta motory, původně z typu 225. RMZ se však potýkal se špatnou kvalitou svých výrobků[zdroj?] Později byla spolupráce ukončena pro krach lotyšského podniku a Babetta si vyráběla veškeré komponenty. Babetta 134  Stella/Star/Hooper se vyráběla od roku 1990 až do zániku podniku v roce 1997.

### Typ 193 Sting
Poslední provedení mopedu Babetta (1999). Celkem jich byly vyrobeny stovky kusů a většina jich putovala na vývoz. Motor vycházel z typu M-210 / 225, hliníkový válec a hlava měly ale pozměněný tvar a odlévala je firma Sachsenring Tatry v Matejovcích. Litinová vložka válce zůstala beze změn, díky jinak tvarovanému spalovacímu prostoru hlavy a lepšímu žebrování měl motor mírně zvýšený výkon a lépe se chladil. Na pozůstatcích ZVL Kolárovo vznikla v roce 1999 firma STING 2000 s.r.o., která sídlí v bývalém podnikovém areálu. Firma nadále disponuje výrobní dokumentací a vyrábí náhradní díly pro mopedy Babetta.

## Parametry motoru Babetty 210

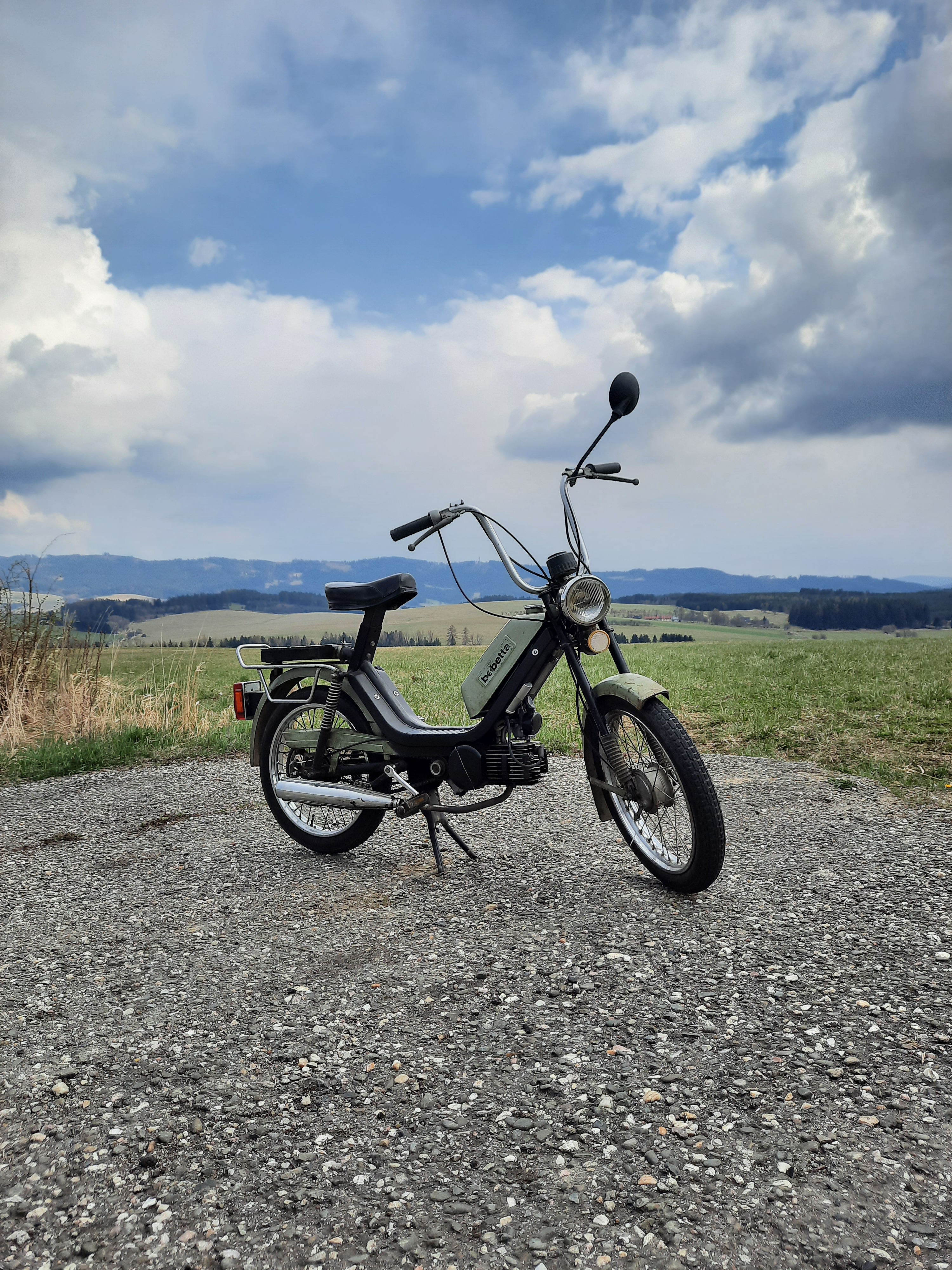
Babetta 210

Seznam parametrů:
| Druh                    | dvoudobý, zážehový, jednoválcový     |
| Poloha válce            | vodorovná                            |
| Průměr válce (mm)       | 39                                   |
| Zdvih (mm)              | 41                                   |
| Objem válce (cm3)       | 49                                   |
| Stupeň komprese         | 9,2                                  |
| Typ karburátoru         | Jikov 2912 DC                        |
| Max. výkon (kW)         | 1,75                                 |
| Při otáčkách            | 5000 ±8 %                            |
| Max. točivý moment (Nm) | 4                                    |
| při otáčkách            | 4250                                 |
| Palivo                  | Benzín (min. oktanové číslo 90)      |
| Mazání                  | Olej pro dvoutaktní motory 1:25–1:33 |
| Čistič vzduchu          | Kovové pletivo                       |
| Chlazení                | Vzduchem                             |